# De Stijl (album)
De Stijl este al doilea album de studio al trupei americane de garage rock The White Stripes, lansat pe 20 iunie 2000 prin casa de discuri Sympathy for the Record Industry. Albumul a ajuns până pe locul 38 în topul albumelor independente realizat de revista Billboard în 2002, când formația începea să devină tot mai populară. De atunci, albumul a devenit unul din preferatele fanilor grupului datorită simplității cu care trupa abordează fuziunea dintre blues și punk. 

## Tracklist
1. "You're Pretty Good Looking (For a Girl)" (1:49)
2. "Hello Operator" (2:36)
3. "Little Bird" (3:06)
4. "Apple Blossom" (2:13)
5. "I'm Bound to Pack It Up" (3:09)
6. "Death Letter" (Eddie James "Son" House) (4:29)
7. "Sister, Do You Know My Name?" (2:52)
8. "Truth Doesn't Make a Noise" (3:14)
9. "A Boy's Best Friend" (4:22)
10. "Let's Build a Home" (1:58)
11. "Jumble, Jumble" (1:53)
12. "Why Can't You Be Nicer to Me?" (3:22)
13. "Your Southern Can Is Mine" (William Samuel "Blind Willie" McTell) (2:29)

- Toate cântecele au fost scrise de Jack White cu excepția celor notate.

## Single
- "Hello Operator" (2001)

## Componență
- Jack White - chitară, pian, voce
- Meg White - bateriebaterie, tamburină, voce pe "Your Southern Can Is Mine"